# Beste Matthijs
Beste Matthijs (The new punk # 2) was een tijdelijk kunstwerk van de in 1984 geboren kunstenaar Jordy Koevoets.
The small museum, onderdeel van poptempel Paradiso, verzocht een aantal kunstenaars hun commentaar te leveren op de wereld van de populaire kunst in de breedste zin des woords. Gedurende een aantal weken in 2018 was in "The small museum" het eerste werk in die serie Love troll baby blue van Reinilde Jonkhout te zien. In 2019 werd dat opgevolgd door werk van Jordy Koevoets. Van eind augustus tot 23 oktober 2019 was in een vitrinekastje (waar vroeger de diensten van de kerk werden aangekondigd) een kleitabel te zien met de (in de mening van de kunstenaar vereeuwigde) tekst:
Matthijs van Nieuwkerk vindt de zanger van The Cure een ongelooflijke aansteller. Matthijs is zelf een ongelooflijke aansteller.
Koevoets wilde de televisiekijker attent maken op de in zijn ogen vluchtige doch machtige televisiewereld. Koevoets neemt regelmatig de (zelfbenoemde) kunstenaarswereld op de hak. In 2015 maakte hij een rouwhoekje in het Metrostation Wibautstraat wegens de door Koevoets dood verklaarde Albert Verlinde (hij haalde ermee RTL Boulevard), wilde hij samen met collega Ralph Posset de nieuwe directeur van het Mondriaan Fonds Eelco van der Lingen een maaltijd aanbieden bestaande uit bruine bonen, knakworst, afgeprijsde bieten, ketchup en Liebfraumilch. 
In 2019 was van hem voorts een tekst te lezen in het Stedelijk Museum Breda: 
Was ik maar een Belgische kunstenaar, dan hoefde ik me niet te schamen.
Vanwege deze protestteksten werd Koevoets gevraagd. Koevoets leverde op dat verzoek commentaar op een tekst die Matthijs van Nieuwkerk terloops tegen Giel Beelen uitsprak tijdens een van zijn De Wereld Draait Door-uitzendingen over Robert Smith, de zanger van The Cure. Koevoets werd gefascineerd waarom de presentator de tekst, hij vond Smith een aansteller, tweemaal uitsprak en draaide het om; hij vond Matthijs van Nieuwkerk juist de aansteller. Koevoets vindt het televisieprogramma vluchtig, morgen alweer vergeten, terwijl zijn werk “voor eeuwig” is.
Het kunstwerk werd in twee fasen geplaatst; de eerste versie bevatte namelijk een spelfout in de voornaam Matthijs; Koevoets vergat de "h" in te krassen; hij vindt zichzelf niet goed in spelling. Hij wilde het zelf verbeteren in het origineel, maar mocht een nieuw tablet maken.
In oktober 2019 kreeg Beste Matthijs gezelschap van een beeldje van Eberhard van der Laan door Street Art Frankey, geplaatst boven de toegang.     